# نعمو الغربية
نعمو الغربية قرية تتبع ناحية حمام واصل في منطقة بانياس التابعة لمحافظة طرطوس.